# Polens håndboldlandshold (damer)
Polens håndboldlandshold er det polske landshold i håndbold for kvinder. Holdet håndteres af Związek Piłki Ręcznej w Polsce (det polske håndboldforbund) og deltager i internationale konkurrencer. Landstræneren er norske Arne Senstad.
Det polske landshold deltog for første gang ved en VM-slutrunde i VM i 1957 i Jugoslavien. Op i gennem 1900-tallet, leverede holdet ikke de store overraskelser og men lagde i et midterfelt uden for verdenstoppen. Fremme ved VM i 1973 i Jugoslavien overraskede ved bl.a. at spille uafgjort mod både de forsvarende verdensmestre fra DDR og Danmark. Herefter slog man også værtslandet Jugoslavien og til sidst Tjekkoslovakiet i kampen om 5. pladsen.
EM i Holland 1998 spillede man sig også frem til en 5. plads, hvilket stadig står som det bedste resultat ved en EM-slutrunde. Her slog man også flere etablerede tophold som Rusland, Makedonien og Tyskland. 
Op igennem 00'erne røg landsholdet ud af den etablerede subtop, og kvalificerede sig derfor ikke til VM-slutrunderne i 2001, 2003 og 2009 samt EM i 2002, 2004 og 2008.
I 2010 overtog den danske træner Kim Rasmussen, som indtil havde været cheftræner for Roskilde Håndbold i Damehåndboldligaen og Lyngby HK i 1. division. Forbundet lagde for det første stor vægt på at den nye landstræner skulle være udenlandsk, men også at få implementeret en skandinavisk håndboldkultur til den polske, hvilket man gennem Rasmussen kunne få. Rasmussen fortalte bl.a. at landsholdet ikke førhen havde prioriteret styrketræning. Ikke desto mindre kvalificerede man sig til VM i Serbien 2013 for første gang i seks år. I kvalifikationen slog man højest overraskende Sverige over to kampe.
I den indledende runde vandt man overkommeligt over Argentina, Angola og Paraguay, hvilket sikrede avancement til VM-ottendedelsfinalerne. Her mødte man storfavoritterne fra Rumænien. I første halvleg var rumænerne sikkert foran og førte 17–13 ved pausen. Alligevel fik polakkerne vendt kampen og vandt endeligt 31–29. Dette sikrede en plads i kvartfinalen, hvor man mødte Frankrig. Franskmændene var en af VM's store guldfavoritter, men polakkerne formåede alligevel at slå fra sig. Til pause førte man 11–8, og vandt til sidst 22–21. Dermed sikrede man Polens første VM-semifinale og var dermed også VM's store overraskelse. I semifinalen blev man dog slået af værtslandet fra Serbien med cifrene 18–24. I bronzekampen førte man i store del af kampen over Danmark og gik til pause foran med 15–12. Danskerne kom dog igen og vandt endelige 30–26 over polakkerne. Alina Wojtas blev Polens topscorer med 39 mål, og var derved den 10. mest scorende spiller ved slutrunden.
Året efter var forventningerne større, men man formåede dog ikke at leve op til dette ved 2014. Alligevel slog man Rusland, hvilket gav adgang til mellemrunden. Holdet vandt dog ikke én eneste kamp efter dette og sluttede på en skuffende 11. plads. Forventningerne var derfor også skruet ned ved VM i Danmark 2015. Her spillede man sig videre fra den indledende runde, men uden de store resultater. I ottendedelsfinalen slog man så favoritterne fra Ungarn, efter en gyserafslutning med stillingen 24–23. I kvartfinalen slog man igen Rusland, der var ubesejret igennem turneringen med sejre over Norge, Rumænien og Spanien. Polen vandt igen med et enkelt mål til stillingen 21–20.  Endnu en gang var Polen i en VM-semifinale, selvom de stadig var store underdogs. I semifinalen mødte man dog Holland, der sikkert vandt kampen 30–25. I bronzekampen var man dog heller ikke tæt på sejren, da Rumænien vandt med ni mål (31–22).
Rasmussen stoppede i 2016 som landstræner, efter seks år på posten. Polakken Leszek Krowicki blev ny landstræner, men han formåede ikke at genrejse landsholdet og genetablere sig i verdenstoppen. Bundplaceringer, flere karrierestop fra de største profiler og slutrunder uden videre avancement blev en realitet. I 2019 blev den norske træner Arne Senstad ny mand på posten. Holdet har stadig til gode at kvalificere sig til de Olympiske lege.

## Resultater

### VM
- 1957: 7.-plads
- 1962: 7.-plads
- 1965: 8.-plads
- 1973: 5.-plads
- 1975: 7.-plads
- 1978: 6.-plads
- 1986: 13.-plads
- 1990: 9.-plads
- 1993: 10.-plads
- 1997: 8.-plads
- 1999: 11.-plads
- 2005: 19.-plads
- 2007: 11.-plads
- 2013: 4.-plads
- 2015: 4.-plads
- 2017: 17.-plads
- 2021: 15.-plads
- 2023: 16.-plads

### EM
- 1996: 11.-plads
- 1998: 5.-plads
- 2006: 8.-plads
- 2014: 11.-plads
- 2016: 15.-plads
- 2018: 14.-plads
- 2020: 14.-plads
- 2022: 13.-plads

### Andre turneringer
- GF World Cup 2006: 7.-plads

## Nuværende trup
Spillertruppen til VM i håndbold 2023 i Danmark/Norge/Sverige.
| Nr. | Navn               | Position     | Kampe | Mål | Klub                  |
| --- | ------------------ | ------------ | ----- | --- | --------------------- |
| 2   | Aleksandra Zimny   | Venstre back | 20    | 22  | SCM Gloria Buzău      |
| 6   | Emilia Galińska    | Playmaker    | 27    | 18  | MKS Zagłębie Lubin    |
| 8   | Monika Kobylínska  | Højre back   | 92    | 300 | CSM București         |
| 9   | Magda Balsam       | Højre fløj   | 30    | 6   | MKS Lublin            |
| 10  | Mariola Wiertelak  | Venstre fløj | 11    | 29  | KPR Kobierzyce        |
| 13  | Sylwia Matuszczyk  | Stregspiller | 40    | 68  | Eurobud JKS Jarosław  |
| 16  | Adrianna Płaczek   | Målvogter    | 81    | 0   | Paris 92              |
| 17  | Adrianna Górna     | Højre fløj   | 43    | 46  | MKS Zagłębie Lubin    |
| 18  | Aleksandra Tomczyk | Playmaker    | 4     | 4   | MKS Lublin            |
| 21  | Barbara Zima       | Målvogter    | 23    | 1   | MKS Zagłębie Lubin    |
| 22  | Aleksandra Rosiak  | Venstre back | 52    | 109 | RK Krim               |
| 31  | Nikola Głębocka    | Stregspiller | 0     | 0   | EKS Start Elbląg      |
| 34  | Marlena Urbańska   | Stregspiller | 0     | 0   | Frisch Auf Göppingen  |
| 40  | Daria Michalak     | Venstre fløj | 36    | 53  | MKS Zagłębie Lubin    |
| 49  | Karolina Kochaniak | Venstre back | 26    | 42  | MKS Zagłębie Lubin    |
| 78  | Paulina Uścinowicz | Venstre back | 1     | 0   | HSV Solingen-Gräfrath |
| 79  | Paulina Masna      | Højre back   | 18    | 13  | MKS Lublin            |
| 96  | Dagmara Nocuń      | Venstre fløj | 41    | 68  | TuS Metzingen         |

## Kendte spillere
- Karolina Kudłacz-Gloc
- Bożena Karkut
- Alina Wojtas
- Kinga Grzyb
- Karolina Zalewska
- Agnieszka Kocela
- Iwona Niedźwiedź
- Aleksandra Zych
- Weronika Gawlik
- Agnieszka Truszyńska
- Małgorzata Byzdra
- Izabela Czapko
- Anna Ejsmont
- Dagmara Kot
- Kinga Achruk
- Izabela Kowalewska
- Wioletta Luberecka
- Iwona Łącz
- Iwona Nabożna
- Marta Gęga

## Trænere
- Antoni Szymański (1951 – 1953)
- Tadeusz Breguła (1953 – 1956)
- Władysław Stawiarski (1956 – 1959)
- Edward Surdyka (1960 – 1965)
- Józef Zając (1966 – 1969)
- Paweł Wiśniowski (1969 – 1971)
- Leon Nosila (1971 – 1973)
- Zygmunt Jakubik (1973 – 1977)
- Mieczysław Kiegiel (1977 – 1979)
- Tadeusz Wadych (1980 – 1982)
- Bogdan Cybulski (1982 – 1986)
- Jerzy Noszczak (1987 – 1994)
- Jerzy Ciepliński (1994 – 2000)
- Marek Karpiński (2000 – 2003)
- Zygfryd Kuchta (2003 – 2006)
- Jerzy Ciepliński (2006)
- Zenon Łakomy (2006 – 2008)
- Krzysztof Przybylski (2008 – 2010)
- Kim Rasmussen (2010-2016)
- Leszek Krowicki (2016–2019)
- Arne Senstad (2019–)